# Didier Bouvet
Didier Bouvet (Thonon-les-Bains, 6 de marzo de 1961) es un deportista francés que compitió en esquí alpino.
Participó en dos Juegos Olímpicos de Invierno, en los años 1984 y 1988, obteniendo una medalla de bronce en Sarajevo 1984, en la prueba de eslalon.

## Palmarés internacional
| Juegos Olímpicos | Juegos Olímpicos      | Juegos Olímpicos  | Juegos Olímpicos |
| Año              | Lugar                 | Medalla           | Prueba           |
| ---------------- | --------------------- | ----------------- | ---------------- |
| 1984             | Sarajevo (Yugoslavia) | Medalla de bronce | Eslalon          |